# Gamera
Gamera (ガメラ) és un enorme monstre (kaiju) de ficció. Amb l'aspecte d'una tortuga voladora gegantina va ésser creada el 1965 per Daiei Motion Picture Company per rivalitzar amb la pel·lícula feta per Toho Studios, Godzilla, en el que s'anomena kaiju-boom a mitjans de la dècada del 1960.

## Orígens
Gamera, en les primeres pel·lícules, era presentada com un monstre provinent del continent perdut d'Atlàntida. Posteriorment aquesta idea fou modificada en les pel·lícules de l'era Shōwa, passant a ser la protectora del futur de la terra i amiga dels nens (ja que aquests representen el futur). Finalment, en l'era Heisei, apareix la idea que Gamera és un mostre creat pels atlants per defensar-se de Gyaos, un altre monstre creat pels atlants.

## Filmografia

### Era Shōwa
- Daikaijū Gamera (大怪獣ガメラ) (1965)
- Gamera vs. Barugon (大怪獣決闘 ガメラ対バルゴン) (1966)
- Gamera vs. Gyaos (大怪獣空中戦 ガメラ対ギャオス) (1967)
- Gamera vs. Viras (ガメラ対宇宙怪獣バイラス) (1968)
- Gamera vs. Guiron (ガメラ対大悪獣ギロン) (1969)
- Gamera vs. Jiger (ガメラ対大魔獣ジャイガー) (1970)
- Gamera vs. Zigra (ガメラ対深海怪獣ジグラ) (1971)
- Gamera: Super Monster (宇宙怪獣ガメラ) (1980)

### Era Heisei
- Gamera: Guardian of the Universe (ガメラ 大怪獣空中決戦) (1995)
- Gamera 2: Attack of Legion (ガメラ2 レギオン襲来) (1996)
- Gamera 3: Awakening of Irys (ガメラ3 邪神＜イリス＞覚醒) (1999)

### Era Millenium
- Gamera: The Brave (小さき勇者たち～ガメラ～) (2006)

## Curiositats
- Gamera és un recurs molt utilitzat en series d'animació japonesa com Bola de Drac o Dr. Slump, fins i tot en series d'animació americanes com Els Simpson.